# Waldyr Geraldo Boccardo
Pour les articles homonymes, voir Boccardo (homonymie).
Waldyr Geraldo Boccardo, né le 28 janvier 1936 à São Manuel au Brésil et mort le 18 novembre 2018 à Rio de Janeiro (Brésil), est un joueur brésilien de basket-ball.

## Biographie
Waldyr Boccardo a commencé sa carrière à São José, puis dans des clubs à Rio de Janeiro, tels que Vasco da Gama, Flamengo et Botafogo. Il a intégré la sélection brésilienne de basket qui est devenue championne dans le Mondial de 1959 au Chili.
L'année suivante, il remporte la médaille de bronze aux Jeux olympiques de Rome.
Après avoir pris sa retraite en tant que joueur, a été entraîneur de plusieurs équipes brésiliennes et également assistant technique de la sélection brésilienne, troisième du classement mondial des Philippines en 1978. Waldyr Boccardo s'est également consacré à des conférences et à des cours sur le recyclage et la formation des entraîneurs de basketball au Brésil.
Le 18 novembre 2018, Waldyr Boccardo est décédé à Rio de Janeiro à l'âge de 82 ans des suites d'une infection généralisée. [1]

## Palmarès
- 3e des Jeux olympiques 1960
- Champion du monde 1959
- 3e des Jeux panaméricains 1959